# Court tomb

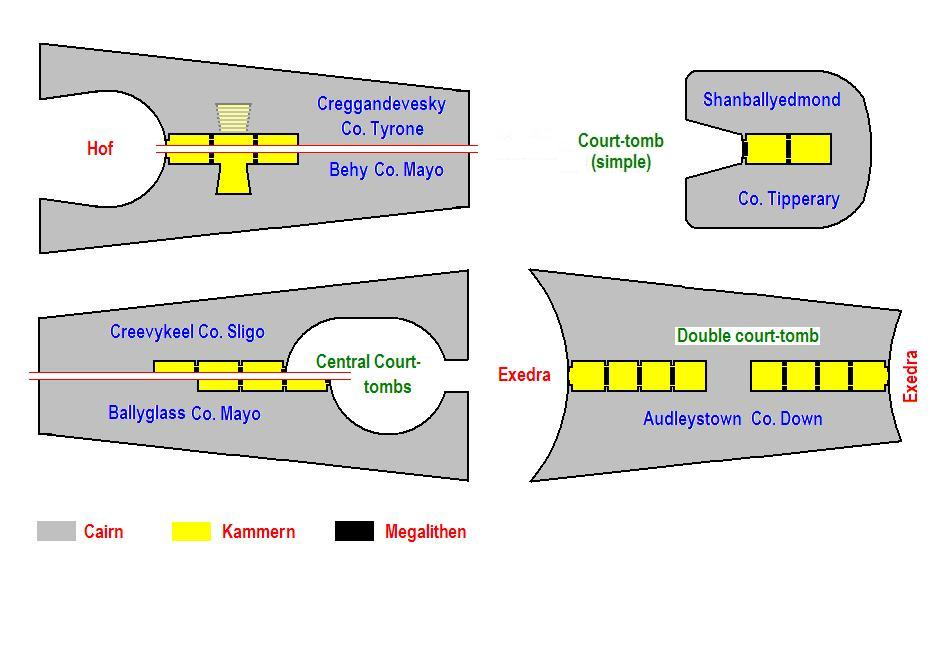
Verschillende vormen van court tombs

Een court tomb of court cairn (een hofgraf)  is een type van megalithische graven dat voorkomt op de Britse Eilanden. De court tomb is te vinden in West- en Noord-Ierland en Zuidwest-Schotland (waar het ook wel horned cairn of Clyde-Carlingford tomb genoemd wordt). Van de 390 bekende Ierse exemplaren ligt het merendeel in Ulster.
Er zijn verschillende typen:
- open voor de omgeving (Half-Court)
- alleen een smalle toegang (Fullcourt)
- steenheuvel met een galerij en hof aan beide kanten (Dual-Court)
- het hof in het midden (Central-Court)

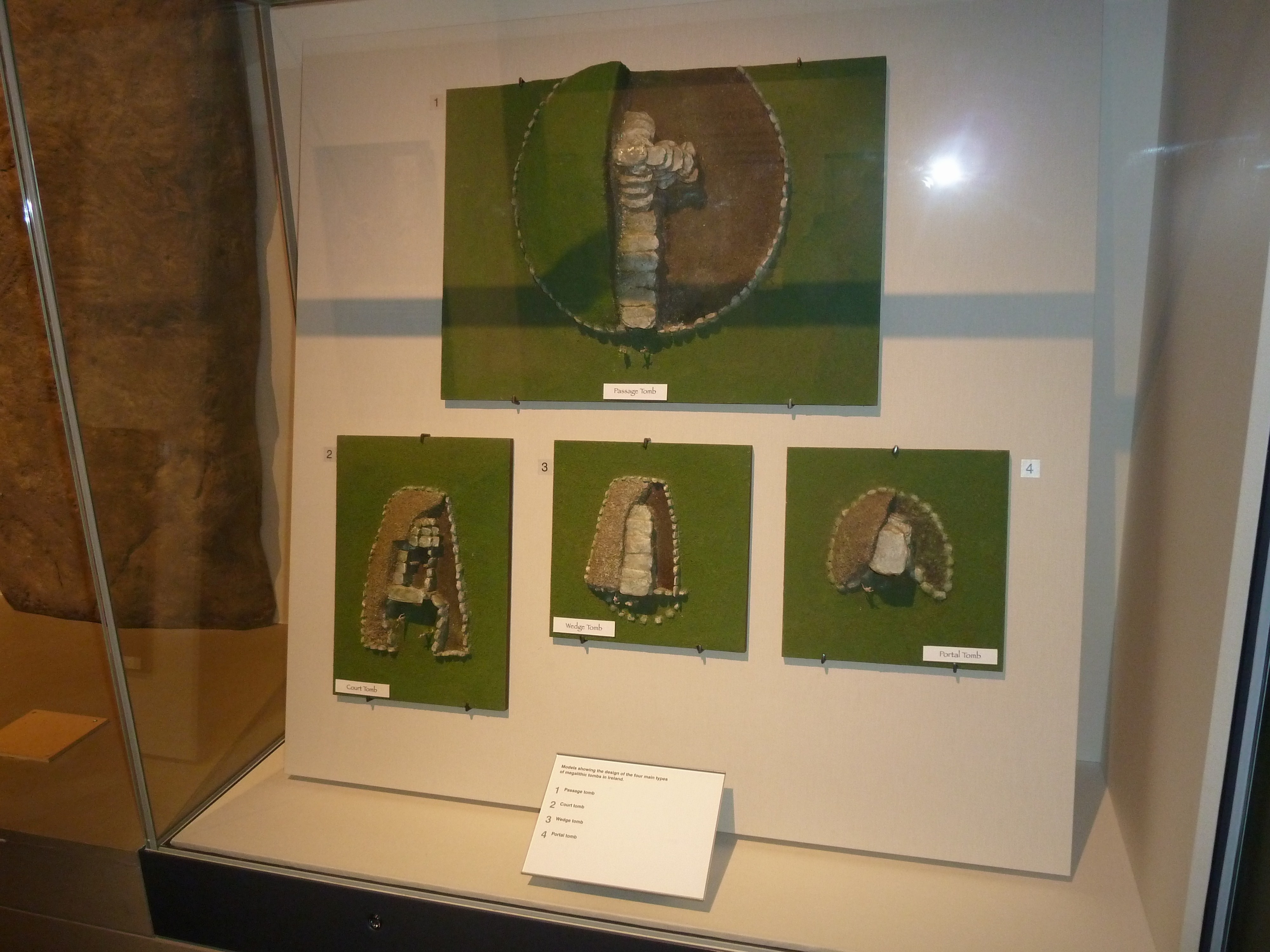
Modellen van diverse typen hunebedden (Passage tomb, Court tomb, Wedge tomb, Portal tomb) in het Ulster Museum

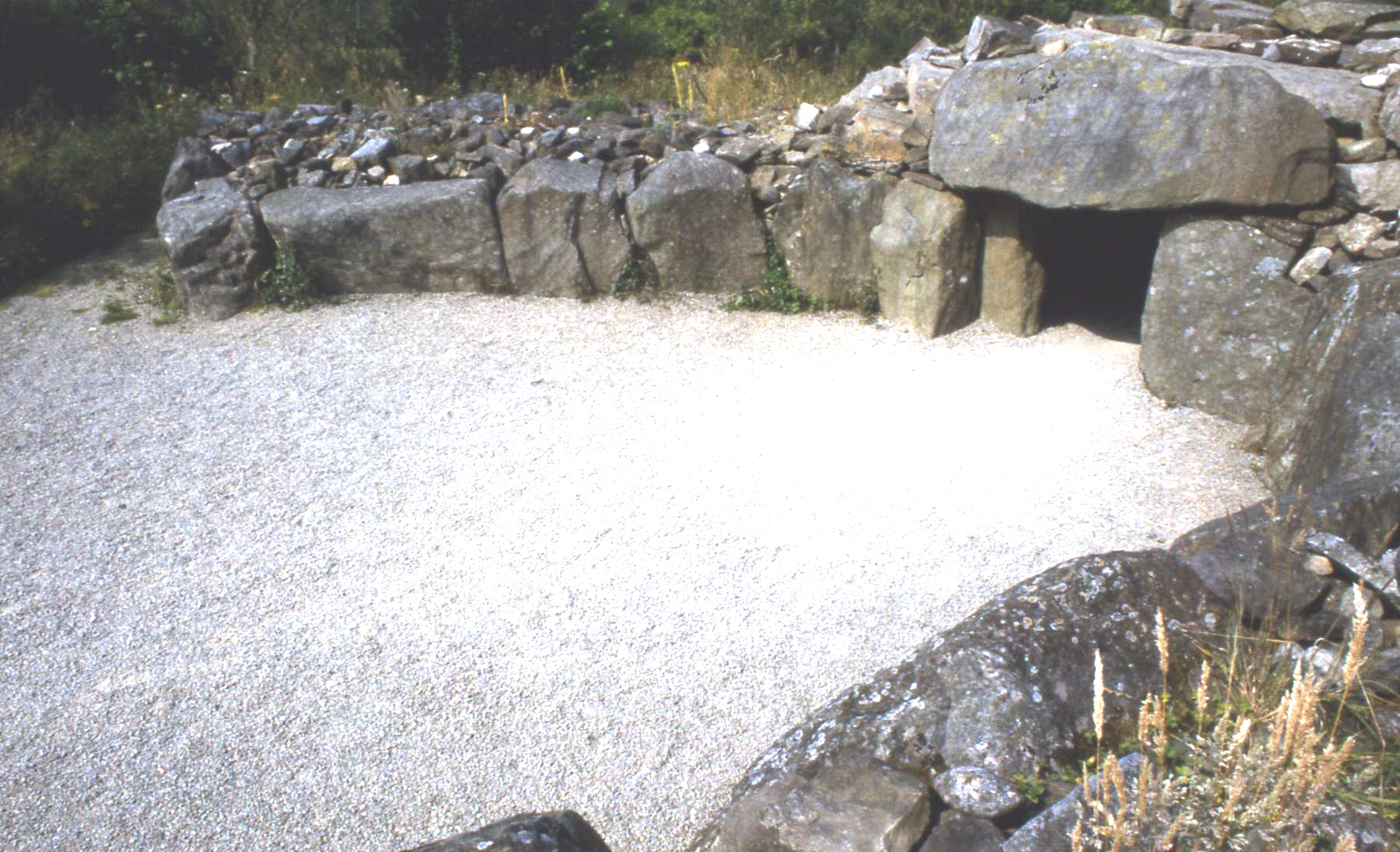

- transeptaal